# Arvika (đô thị)
Đô thị Arvika (tiếng Thụy Điển: Arvika kommun) là một đô thị ở hạt Värmland của Thụy Điển. Thủ phủ là thị xã Arvika. Dân số thời điểm 31 tháng 12 năm 2000 là 26188 người.

## Diện tích
Với tổng diện tích là 1.650 km2, Arvika Kommun đứng thứ ba về kích thước tại Värmland, chỉ sau Torsby Kommun và Hagfors Kommun. Kích thước lớn nhất từ bắc xuống nam của đô thị này là khoảng 85 km và từ đông sang tây là khoảng 45 km.
Bên cạnh đó, đô thị còn có diện tích mặt nước lên tới hơn 300 km2, tạo nên bởi số lượng lớn các hồ nước nội đô thị , với hơn 490 hồ. Ba hồ lớn nhất là Glafsjorden, Värmeln và Stora Gla, chiếm gần 2/3 tổng diện tích mặt nước. Cảnh quan hồ này được bao quanh bởi rừng rậm, nhiều đá và đồi núi với độ cao đạt tới 300 mét. Rừng chủ yếu là rừng lá kim dày đặc, chiếm tới gần 90% tổng diện tích đất của Arvika Kommun. Đất đai dành cho nông nghiệp khá hiếm hoi, chỉ chiếm khoảng 5% diện tích.